# 河野教通
河野 教通（かわの のりみち）は、室町時代から戦国時代の武将、守護大名。伊予守護。河野通久の嫡男。
父・通久（初め持通）が足利将軍家（足利義持）から偏諱の授与を受けたのに倣い、室町幕府第6代将軍・足利義教（義持の弟）から「教」の1を受けて教通と名乗るが、嘉吉元年（1441年）の嘉吉の乱の義教の死後は通直（みちなお）に改名した。

## 生涯
永享7年（1435年）、大友持直征伐のさなかに父通久が戦死したため、家督を継ぐ。永享11年（1439年）、将軍義教の命を受け永享の乱・大和永享の乱に出陣、嘉吉元年（1441年）に義教が赤松満祐に暗殺されると（嘉吉の乱）、満祐討伐のため播磨に遠征した。前述の通り、同年中には「通直」に改名している。
しかし、文安3年（1449年）に守護職を又従兄弟で予州家の河野通春に交替させられるも、幕府の命令を受けた小早川盛景・吉川経信らの援軍で盛り返した。教通を守護から解任した幕府が教通を再起を助けると言う矛盾した方針は、教通を支持する足利義政・畠山持国と通春を支持する細川勝元の間で河野氏家督に対する意見対立があったとみられている。
勝元が管領に在任中の享徳2年（1453年）に守護職を再度通春に替えられるが、実は勝元が管領の職権を利用して御教書・奉書が偽造した上での任命であり、義政に叱責された勝元が辞意を表明するものの、最終的に慰留されて守護の交替が認められた。
その後、享徳4年（1455年）には勝元に、長禄3年（1459年）に通春に戻され、教通は守護職奪還のため通春と争った。ところが、勝元と通春が対立して勝元が一族の細川賢氏（土佐守護代家庶流上野家出身）を伊予守護に任命すると、大内教弘・政弘父子が通春を支持して、細川・大内両軍が伊予に侵攻したため、どちらにも与し得ない教通は蚊帳の外に置かれる形になった。
応仁元年（1467年）の応仁の乱が発生すると、大内政弘と盟友であった通春は西軍の一員として上洛した。教通は当初は静観していたものの、西軍が通春を伊予守護に任じると、細川勝元の誘いに応じて東軍について通春に対抗している。
文明5年（1473年）に勝元が亡くなった後の伊予守護に任命され、文明11年（1479年）には阿波守護・細川成之の次男・義春が伊予に攻め寄せてきたが、通春と和睦し国内の諸豪族と連携して撃退した。
文明14年（1482年）に通春が没して子の通篤と争ったが、伊予の主導権を掌握して予州家を圧倒した。後に出家し道治、道基と改名した。
明応9年（1500年）に湯築城で没し、子の通宣が跡を継いだ。